# Don Jardine
Donald Delbert Jardine, noto semplicemente come Don Jardine o con il ring name The Spoiler (Moncton, 24 marzo 1940 – Wetaskiwin, 16 dicembre 2006), è stato un wrestler canadese.
Iniziò l'attività di wrestler a 15 anni. In seguito divenne allenatore di famosi wrestler tra cui The Undertaker. Come lottatore riscosse i maggiori successi in federazioni affiliate alla National Wrestling Alliance quali Championship Wrestling from Florida, Georgia Championship Wrestling e Big Time Wrestling (l'antenata della World Class Championship Wrestling), dai primi anni sessanta alla metà degli anni ottanta.

## Carriera
Jardine esordì nel wrestling nella metà degli anni cinquanta, all'età di 15 anni. Debuttò come lottatore professionista al Maple Leaf Gardens nel 1959 come "babyface", un protégé di Whipper Billy Watson e lottando prevalentemente a Toronto fino al 1961 e poi ancora per breve tempo tre anni dopo. Nel 1964, Jardine affrontò il campione NWA World Heavyweight Lou Thesz in un match trasmesso in televisione nella zona di St. Louis, ma non riuscì a vincere il titolo.
Sempre nel '64 lottò anche con il ring name "The Butcher" a Los Angeles. Con questa identità, fece coppia con Mad Dog Vachon e Dutch Savage per qualche tempo. Nel 1966 sfidò Gene Kiniski per il NWA World Heavyweight Championship. Divenne uno dei wrestler mascherati più celebri dell'epoca nel sud degli Stati Uniti, in particolar modo in Texas, dove a partire dal 1967 si faceva chiamare "The Spoiler" (su idea di Fritz Von Erich).
Perse la maschera nel corso di un match con Billy Red Lyons e Red Bastein svoltosi in Texas nel 1972, ma nonostante la sua identità di Don Jardine fosse stata rivelata, continuò a combattere mascherato con il nome "The Spoiler" in Texas ed Oklahoma. Lottò anche nella All Japan Pro Wrestling e nella New Japan Pro-Wrestling duranti gli anni sessanta e settanta. Adottò la gimmick di "Super Destroyer" nel 1973 ed ebbe un breve stint nella AWA (1977–78). Jardine sfidò Jack Brisco per il titolo NWA World Heavyweight Championship sia come Super Destroyer sia come The Spoiler, e affrontò Harley Race in un match titolato nel 1979. Detenne la cintura NWA National Heavyweight Championship e per breve tempo fu accreditato quale "NWA National Heavyweight Champion" dalla World Wrestling Federation dopo che questa aveva acquisito la Georgia Championship Wrestling nel luglio 1984.
The Spoiler, insieme a Jake "The Snake" Roberts, King Kong Bundy, e The Road Warriors, formò il nucleo originale della stable "Legion of Doom".
In un'occasione affrontò a viso scoperto senza maschera il campione WWF Pedro Morales al Madison Square Garden, perché, all'epoca, l'arena aveva proibito i combattimenti tra wrestler mascherati.
Gli incontri di The Spoiler con Chief Jay Strongbow e Sonny King, scaturiti da lunghi feud, ebbero molto successo nel circuito della WWF. La sua mossa finale "Iron Claw", fu la prima manovra ad essere bandita dai match trasmessi in televisione durante i programmi della WWF (un modo per vendere più biglietti agli eventi).
Dopo aver svolto l'attività di promoter nella zona di Tampa in Florida nel 1993-94, Jardine si ritirò dal wrestling. Trascorse gli ultimi anni della sua vita a Wetaskiwin, Alberta, Canada, insieme alla moglie e al figlio, dove divenne proprietario di un autolavaggio.

## Morte
Don Jardine morì il 16 dicembre 2006 a causa delle complicazioni di un infarto e della leucemia.
All'epoca della sua morte, stava scrivendo un romanzo basato sulla sua attività di wrestler.

## Titoli e riconoscimenti
- Atlantic Grand Prix Wrestling
  - AGPW North American Tag Team Championship (1) – con Nikita Kalmikoff
- Central States Wrestling
  - NWA Central States Heavyweight Championship (1)
- Championship Wrestling from Florida
  - NWA Florida Heavyweight Championship (3)
  - NWA Southern Heavyweight Championship (Florida version) (1)
- Georgia Championship Wrestling
  - NWA Georgia Heavyweight Championship (3)
  - NWA National Heavyweight Championship (2)
- Gulf Coast Championship Wrestling
  - NWA Mississippi Heavyweight Championship (2)[4]
- NWA All-Star Wrestling
  - NWA Canadian Tag Team Championship (Vancouver version) (1) - con Dutch Savage
  - NWA World Tag Team Championship (Vancouver version) (2) – con Dutch Savage
- NWA Big Time Wrestling
  - NWA American Heavyweight Championship (4)[5][6]
  - NWA American Tag Team Championship (6) – con Gary Hart (3), Smasher Sloan (1) e Mark Lewin (2)[7][8]
  - NWA Brass Knuckles Championship (Texas version) (1)[9][10]
  - NWA Texas Heavyweight Championship (2)[11][12]
  - NWA Texas Tag Team Championship (1) – con Mark Lewin[13][14]
  - NWA United States Heavyweight Championship (Texas version) (1)
  - NWA Television Championship (3)[15][16]
- NWA Mid-America
  - City of Mobile Heavyweight Championship (1)
  - NWA Tennessee Tag Team Championship (1) - con Spoiler #2
- NWA Tri-State
  - NWA North American Heavyweight Championship (Tri-State version) (2)
  - NWA United States Tag Team Championship (Tri-State version) (1) – con Dusty Rhodes
- World Championship Wrestling (Australia)
  - IWA World Heavyweight Championship (1)
  - IWA World Tag Team Championship (3) – con Mario Milano (1)[17] e Waldo Von Erich (2)